# Gmina Rajcza
Die Gmina Rajcza ist eine Landgemeinde im Powiat Żywiecki der Woiwodschaft Schlesien in Polen. Ihr Sitz ist das gleichnamige Dorf mit etwa 3500 Einwohnern.

## Geographie
Die Gemeinde liegt im Süden der Woiwodschaft und grenzt an die Slowakei. Die Kreisstadt Żywiec liegt etwa 20 Kilometer nordöstlich. Nachbargemeinden sind Istebna, Milówka und Ujsoły.
Das Gemeindegebiet hat eine Fläche von nahezu 131,2 km², davon werden 28 Prozent land- und 59 Prozent forstwirtschaftlich genutzt. Sie liegt am Übergang der Saybuscher Beskiden zum Jablunkauer Bergland. Zu den Fließgewässern gehört die Soła, die zur Weichsel entwässert.

## Geschichte
Die Landgemeinde wurde 1954 in Gromadas aufgelöst und 1973 wieder gebildet. Sie gehörte zur Woiwodschaft Krakau und kam 1975 zur Woiwodschaft Bielsko-Biała, der Powiat wurde aufgelöst. Zum 1. Januar 1999 kam die Gemeinde zur Woiwodschaft Schlesien und wieder zum Powiat Żywiecki.

## Gliederung
Die Gemeinde besteht aus sechs Dörfern mit einem Schulzenamt (sołectwo):
- Kiczora
- Rajcza
- Rycerka Dolna
- Rycerka Górna
- Sól
- Zwardoń

## Verkehr
Wichtigster Verkehrsweg ist die Schnellstraße S1 im Norden der Gemeinde. Sie führt von der Slowakei nach Pyrzowice mit dem Flughafen Katowice, wo sie auch Anschluss an das Autobahnnetz des Landes erhält. 
An der Bahnstrecke Katowice–Zwardoń liegen auf Gemeindegebiet die Bahnhöfe Rajcza, Sól und Zwardoń sowie die Stationen 	Rajcza Centrum, Rycerka und Sól Kiczora. Zwardoń ist Grenzbahnhof zur Slowakei.